# 4124 Герріот
4124 Герріот (4124 Herriot) — астероїд головного поясу, відкритий 29 вересня 1986 року.
Тіссеранів параметр щодо Юпітера — 3,328.